# Maurice Delaplace
Maurice Delaplace (Westvleteren, 5 augustus 1905 – 22 januari 1993) was een Belgische politicus.

## Biografie
Delaplace was gehuwd met Maria Hoedt. Hij ging in de gemeentepolitiek in Westvleteren en werd er gemeenteraadslid. Na het overlijden van burgemeester Odile Demeulemeester in mei 1967 werd hij eerst dienstdoend burgemeester en vanaf juni 1967 effectief burgemeester van Westvleteren. Hij bleef burgemeester tot 1976, waarna Westvleteren een deelgemeente werd van fusiegemeente Vleteren. Delaplace was zo de laatste burgemeester van Westvleteren geweest.